# Carl-Theodor Georg
Carl-Theodor Georg (* 23. Januar 1884 auf der Rettbergsaue bei Biebrich; † 11. Juni 1966 in San Pedro de Macorís) war ein deutscher Arzt, Plantagenbesitzer und Krankenhausgründer in der Dominikanischen Republik.

## Leben
Georg studierte zunächst ab dem Wintersemester 1902/1903 Agrarwissenschaften und später Medizin in Bonn. Die Fortsetzung des Medizinstudiums in Jena fand durch die Ausweisung nach einem Tumult ein schnelles Ende. Georg diente noch ein Jahr bei der Berittenen Feldartillerie, erhielt auch die Qualifikation zum Reserveoffizier und wanderte dann 1907 in die Dominikanische Republik aus. Dort gründete er eine Großplantage und das bis heute modernste Krankenhaus in der Dominikanischen Republik, der Heimat seiner Frau. Nebenher beendete er das Medizinstudium mit Auszeichnung und leitete das von ihm ständig ausgebaute Hospital als Eigentümer und Chefarzt bis zu seinem Tod. Zu diesem Zeitpunkt (1966) hatte das Hospital mehr als 725 Betten. Georg modernisierte die Behandlungsmethoden. In seiner Wahlheimat nannte man ihn den „Albert Schweitzer der Karibik“.
Seit 1903 Mitglied der freischlagenden Verbindung Salia, des späteren RSC-Corps Agraria Bonn, war Georg lebenslang ein überzeugter Korporationsstudent und förderte er seinen Bund über Jahrzehnte mit erheblichen Beträgen.

## Auszeichnungen
- Großkreuz des Bundesverdienstordens (1955)
- Stern zum Großen Verdienstkreuz der Bundesrepublik Deutschland (1964)
- Ehrenförderer des Tropeninstituts Hamburg
- Senator des Ibero-Germanischen Instituts
- Ehrenmitglied der Deutsch-Iberoamerikanischen Ärzteakademie
- Ehrenbürgerwürde von San Pedro de Macoris, wo auch eine Straße nach ihm benannt wurde